# Moscato di Terracina (Rebsorte)
 Moscato di Terracina ist eine Weißwein-Rebsorte mit dezentem Muskatbouquet. Die Mitte des 20. Jahrhunderts nahezu ausgestorbene Rebsorte war noch 50 Jahre zuvor sehr populär und stand auf einigen tausend Hektar Fläche. Bis 1971 war sie Bestandteil des französischen Muscat de Rivesaltes. Sie war ebenfalls eine beliebte Tafeltraube. Sie ist (Stand 2016) Hauptbestandteil des gleichnamigen DOC-Weins Moscato di Terracina. Im Jahr 2000 wurden 292 ha Rebfläche erhoben. 
Moscato di Terracina wurde aufgrund ihrer großen Ähnlichkeit häufig mit Muscat d’Alexandrie verwechselt. Bislang konnte jedoch kein verwandtschaftliches Verhältnis beider Sorten entdeckt werden.
Die Weine sind meist aromatisch (getrocknete Rosenblüten, tropische Früchte und Aprikose).

## Ampelographische Sortenmerkmale
- Die Triebspitze ist offen. Sie ist leicht wollig behaart mit leicht rötlich-bronzefarbenem Anflug. Die bronzefarbenen Jungblätter sind schwach behaart und glänzend.
- Die großen, dicken Blätter sind rundlich (meist länger als breit), fünflappig und deutlich gebuchtet. Die Stielbucht ist lyren-förmig geschlossen. Das Blatt ist spitz gesägt. Die Zähne sind im Vergleich der Rebsorten mittelgroß. Die Blattoberfläche (auch Spreite genannt) ist leicht blasig.
- Die walzen- bis zylinderförmige Traube ist geschultert, mittelgroß und dichtbeerig. Die rundlichen Beeren sind mittelgroß und von weißlicher Farbe. Die Schale der Beere ist dick. Das Aroma der saftigen Beere ist fein und verfügt über ein neutrales Bukett mit kaum ausgeprägtem Muskatgeschmack.

Reife: spät – bei ungenügender Reife enthalten die Weine weniger Extrakt, sind dünn und säurebetont.

## Synonyme
Die Rebsorte ist ebenfalls unter folgenden Namen bekannt: Moscatel de Teracina (in Portugal), Moscato di Maccarese (Tunesien), Muscat de Terasina, Muscat de Terracina und Muscat Teracino.